# Amour (film, 2024)
Pour les articles homonymes, voir Amour (homonymie).
Série Trilogie d'Oslo
Rêves
(2024) Désir
(2024)
Pour plus de détails, voir Fiche technique et Distribution.
Amour (Kjærlighet) est un film dramatique norvégien écrit et réalisé par Dag Johan Haugerud pour Viaplay (en) et sorti en 2024.
C'est le troisième et dernier volet (deuxième volet en France) de la trilogie d'Oslo (Sex Drømmer Kjærlighet), avec Rêves (2024)  et Désir (2024), qui traite de la complexité des relations humaines, de la sexualité et des normes sociales.
Il est présenté en avant-première mondiale à la Mostra de Venise 2024, où il est en compétition officielle pour le Lion d'or.

## Synopsis
Collègues à l'hôpital, Marianne et Tor se rencontrent sur un ferry et conversent. Tor expose son point de vue sur l'amour et les relations sexuelles, Marianne se demande si elle pouvait l'adapter dans sa propre vie.

## Fiche technique
Sauf indication contraire, les informations mentionnées dans cette section peuvent être confirmées par les bases de données cinématographiques IMDb et Allociné,  présentes dans la section « Liens externes ».
- Titre original : Kjærlighet
- Titre anglophone et français : Love
- Réalisation et scénario : Dag Johan Haugerud
- Musique : Peder Kjellsby
- Costumes : Ida Toft
- Photographie : Cecilie Semec
- Montage : Jens Christian Fodstad
- Production : Hege Hauff Hvattum et Yngve Sæther
- Société de production : Motly
- Société de distribution : Viaplay
- Pays de production :  Norvège
- Langue originale : norvégien
- Format : couleur
- Genre : drame, romance
- Durée : 119 minutes
- Dates de sortie :
  - Italie : 6 septembre 2024 (Mostra de Venise)
  - France : 9 juillet 2025

## Distribution
- Andrea Bræin Hovig (en) : Marianne
- Tayo Cittadella Jacobsen : Tor
- Marte Engebrigtsen : Heidi
- Thomas Gullestad : Ole, le géologue
- Lars Jacob Holm : Bjørn, le psychologue
- Morten Svartveit : le charpentier
- Henriette Steenstrup : la fille d’Oslo
- Bao Andre Nguyen : membre des affaires culturelles
- Marian Saastad Ottesen : Solveig
- Brynjar Åbel Bandlien : le chorégraphe
- Anna Berg : la compositrice
- Khalid Mahamoud : l’architecte

## Accueil
Le film est présenté en compétition officielle à la Mostra de Venise.